# Neglizsé

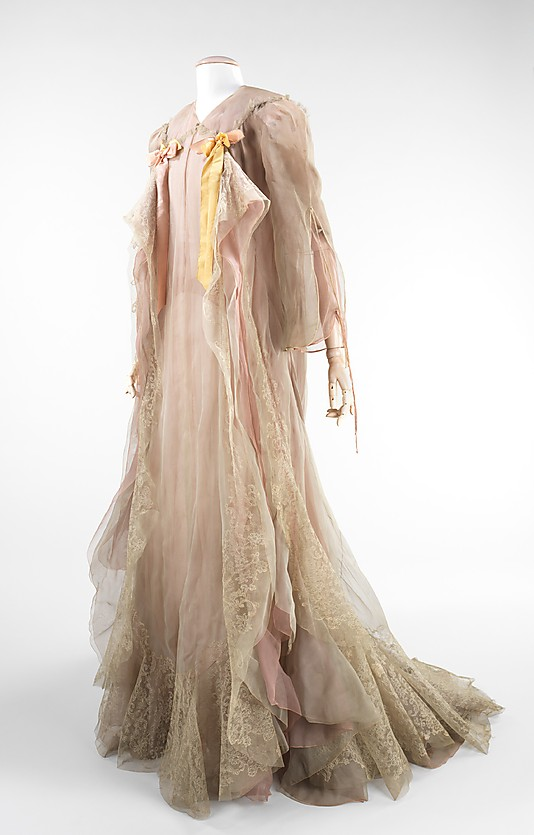
Neglizsé a 19. században

A neglizsé szó a francia negligée kifejezésből származik. Jelentése elhanyagolt. Eredetileg a 18. században, a rokokó idején az udvari gálaruhával ellentétben, az általános hétköznapi viselet neve. A gálaviselet kivételével minden ruha neglizsé. Ide sorolhatjuk az utcai viseletet, utazókosztümöt is. Szabását tekintve egyszerű, a ruha derék részét egybe varrták a szoknyával és bőven hagyták, nem szűkítették be azt.
A 19. században ez a fogalom összeolvadt a kényelmes otthoni öltözék (robe d'intérieur) megjelölésével. A hölgyek ebben a ruhadarabban töltötték a délelőttjüket, reggeliztek, készülődtek (fésülködés, sminkelés). A 20. században már kizárólag a hálóruha és a reggeli köntös megnevezésére korlátozódik a fogalom.
Napjainkban a neglizsé szónak van egy pejoratív értelme. Kicsit bizalmas, köznyelvi szó. Jelentése: kényelmes, nem rendes, hiányos öltözet.
| „                                             | Egy hasított púdermantel Függ nyakán, csak neglizsé, Melyen a kis Zuckermandel Átvirít, mint egy izé. Nincs pantoffel egyik lábán, S mint a hédervári bábán, Úgy fityeg rajt' a ruha | ” |
| – Csokonai Vitéz Mihály, Aranysujtásos nadrág | |   |